# Атласки зелен кълвач
Атласки зелен кълвач (Picus vaillantii) е вид птица от семейство Picidae.

## Разпространение и местообитание
Разпространен е в Алжир, Мароко и Тунис.